# Pirkhof (Oberviechtach)

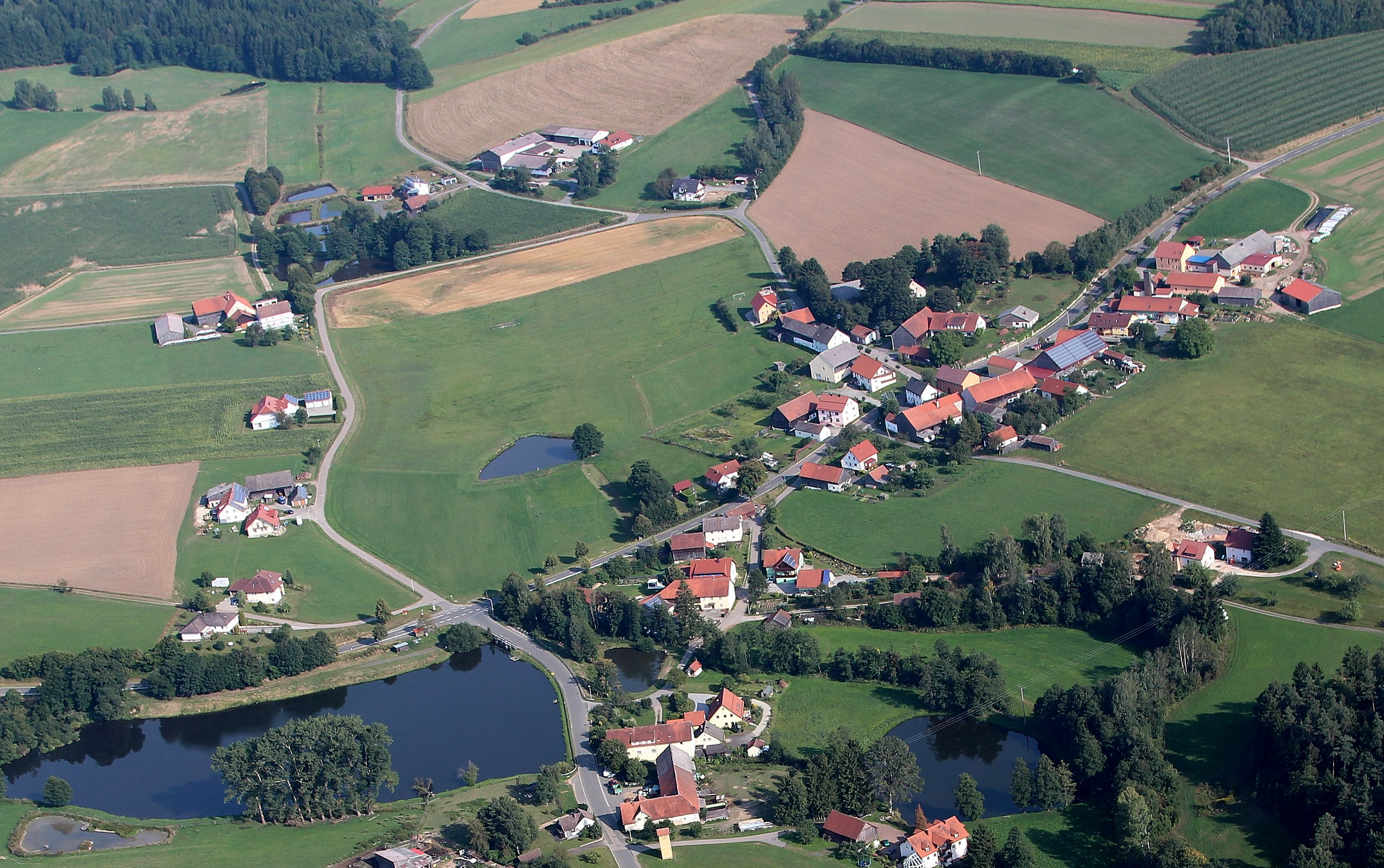
Pirkhof (2013)

Pirkhof ist ein Ortsteil der Stadt Oberviechtach im Oberpfälzer Landkreis Schwandorf in Bayern.

## Geographische Lage
Pirkhof liegt an der Staatsstraße 2160 wenige Meter oberhalb des Tals der Murach, und der Ortschaft Lukahammer. Südwestlich von Pirkhof stellt sich der Murach das Granitmassiv des 643 m hohen Roßhaupts in den Weg, so dass sie nach Westen ausweicht. Die aufgestaute Murach bildet bei Pirkhof den Mühlweiher.

## Geschichte
Pirkhof wird im Musterungsprotokoll von 1587 erstmals schriftlich erwähnt.
Der Name Pirkhof deutet auf Birkenwald, der in früheren Zeiten hier vorhanden war.
1902 erhielt Pirkhof eine Postanstalt.
Zum Stichtag 23. März 1913 (Osterfest) wurde Pirkhof als Teil der Pfarrei Oberviechtach mit 15 Häusern und 90 Einwohnern aufgeführt.
Pirkhof war bis zum 1. Januar 1946 eine selbständige Gemeinde und kam dann zu Wildeppenried.
Am 31. Dezember 1990 hatte Pirkhof 76 Einwohner und gehörte zur Pfarrei Oberviechtach.